# Ruger Security-Six
O Ruger Security-Six e suas variantes, o Service-Six e o Speed-Six são uma linha de revólveres de ação dupla lançada em 1972 e fabricada até 1988 pela Sturm, Ruger & Company. Esses revólveres foram comercializados para agências de aplicação da lei, militares e mercados de autodefesa civil.

## Desenvolvimento e histórico
Já em 1966, os designers da Ruger Harry Sefried e Henry Into começaram a trabalhar no primeiro revólver de ação dupla da empresa. Apesar de ser popular entre os civis, Bill Ruger queria entrar em contratos de agências de segurança e cumprimento da lei. A Smith & Wesson e a Colt, na época, dominavam os contratos de revólver de ação dupla para forças de aplicação da lei de quadro médio. A introdução do Security-Six e suas variantes marcou a primeira tentativa de Sturm Ruger de entrar no mercado de revólveres de ação dupla. Os projetos anteriores da corporação eram revólveres de ação simples no estilo do Colt Peacemaker. A Ruger usou o processo de microfusão dos moldes de fundição para a maioria das peças em um esforço para conter os custos de produção. Tal como acontece com todas as armas de fogo Ruger, os revólveres Security-Six foram concebidos de forma robusta com peças grandes e pesadas para maior durabilidade e para permitir a fundição de precisão.

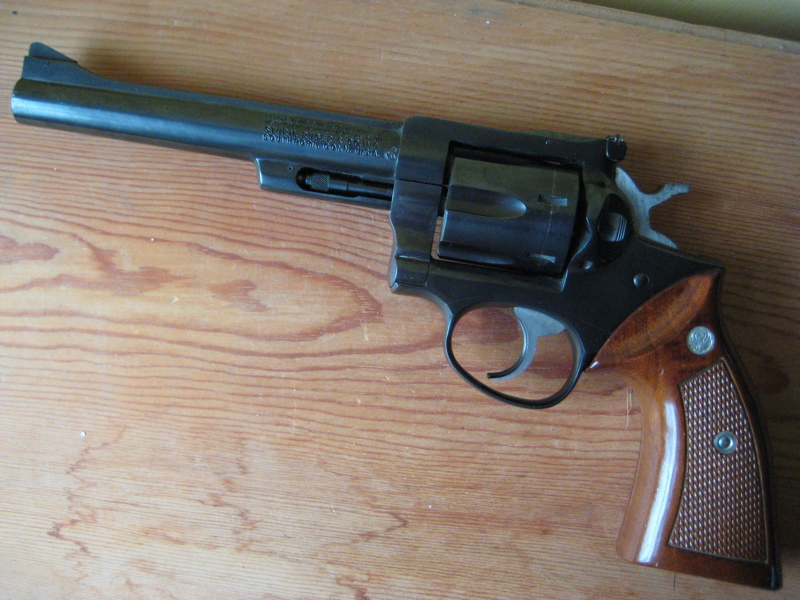
O Ruger Security-Six.

Sefried já havia trabalhado para a High Standard Manufacturing Company, onde projetou o revólver High Standard Sentinel. O perfil de empunhadura do Sentinel foi utilizado na linha "Six". Os novos revólveres de ação dupla da Ruger eram diferentes de outras armas no mercado, pois usavam uma estrutura de uma só peça, em vez de uma placa lateral removível, o que lhes conferia uma resistência superior. O Ruger Redhawk, lançado em 1980 e também projetado por Sefried, foi uma versão ampliada e aprimorada do Security-Six. A linha "six series" teve sucesso de vendas por causa de suas características básicas, construção sólida e preço competitivo.

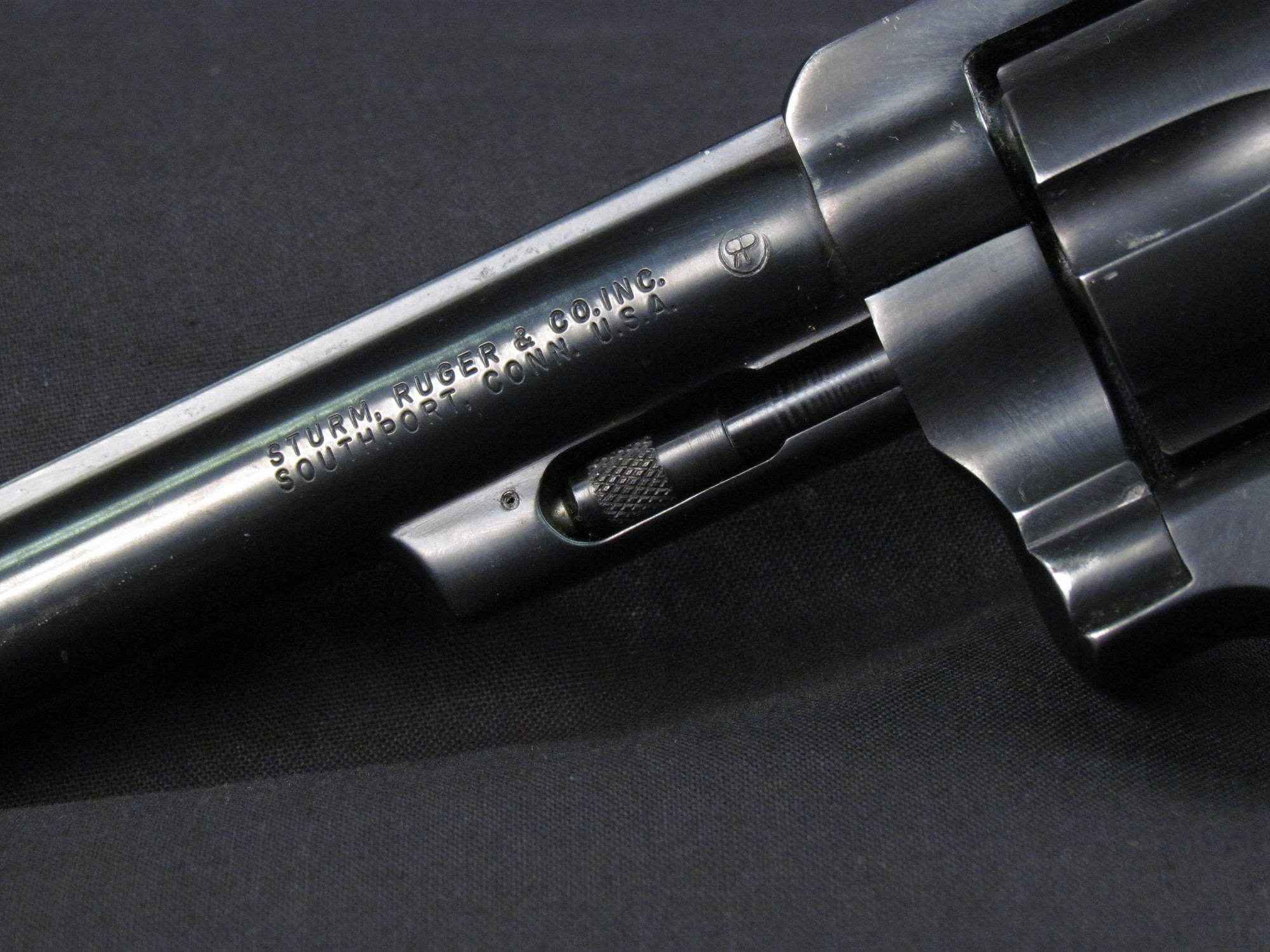
Detalhes de um Ruger Security-Six.

Vários modelos foram adotados por agências governamentais dos EUA tão diversas como o antigo Immigration and Naturalization Service, o United States Postal Service, a Border Patrol e várias agências policiais. O Security-Six e seus derivados também se tornaram as armas de serviço padrão de um grande número de departamentos de polícia, além disso, muitas foram exportadas. Embora a linha Security-Six da Ruger esteja fora de produção desde 1988, um total de mais de 1,5 milhão de revólveres foram produzidos e eles permanecem bem queridos e respeitados, bem como muito procurados no mercado de segunda mão.
No início da década de 1980, foi constatado que as armas de linha Ruger Six estavam se desgastando mais rápido do que o esperado para os usuários que praticavam frequentemente com munição .357 Magnum. A Ruger encomendou uma atualização de serviço aumentando ainda mais a robustez da linha Six que poderia lidar com uma "dieta vitalícia" de cargas de magnum totalmente potentes. A resposta da Ruger para este problema foi o GP100, que apresentava uma estrutura e cano mais robustos, aços mais fortes, uma estrutura de empunhadura redesenhada e, mais notavelmente, um cilindro de travamento triplo para dar força extra à ação. O GP100 rapidamente substituiu o Security-Six na linha de produtos Ruger, mas a linha Six ainda é popular entre os atiradores e colecionadores hoje.

## Características
O Security-Six e suas variantes eram mais ou menos idênticos no design básico, com pequenas diferenças na mira (fixa ou ajustável) e na estrutura (extremidade da empunhadura redonda ou quadrada). Embora de tamanho médio, o Security-Six era um pouco mais forte do que armas concorrentes como o Smith & Wesson Model 19, pois a Ruger apresentava uma estrutura mais espessa sem um recorte de placa lateral, um suporte de haste de cano mais forte que prevenia contra falhas catastróficas do cano nos modelos de seis polegadas, peças internas maiores e mais fortes e um cilindro de diâmetro aumentado com entalhes de bloqueio de movimento. Os novos revólveres foram fabricados inicialmente em aço carbono azulado; em 1975, versões de aço inoxidável de todos os modelos foram adicionadas à linha. Apresentando cilindros de seis tiros, a série Security-Six representou um dos primeiros designs de revólver moderno a apresentar um cão movido por uma mola helicoidal utilizando um sistema de disparo de barra de transferência e foi adaptado para uma variedade de cartuchos de munição de fogo central incluindo o .38 Special e o.357 Magnum, bem como .38 S&W e o 9×19mm Parabellum (9mm Luger).

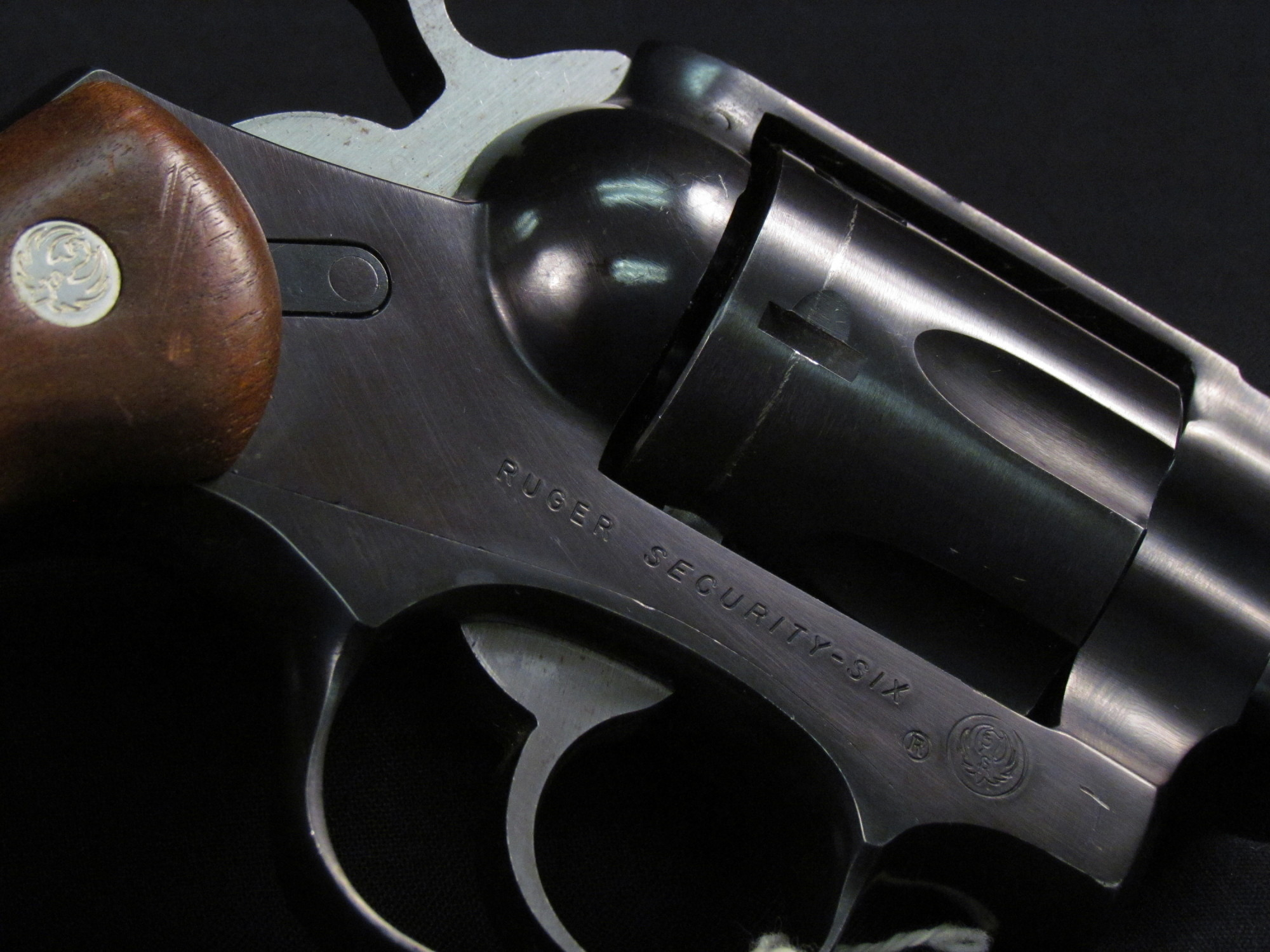
Detalhes de um Ruger Security-Six.

Todos os revólveres da série Security-Six vieram com cabos de madeira de estilo de serviço fornecidos pelo fabricante do equipamento original (OEM). Os cabos de madeira foram todos fabricados para Ruger pela W.F. Lett Manufacturing em New Hampshire, uma empreiteira atualmente extinta. A maioria dessas empunhaduras de madeira apresentava talas zigrinadas em forma de diamante, embora empunhaduras de nogueira com talas lisas fossem oferecidos em alguns modelos comemorativos. Empunhaduras de combate/tiro ao alvo, em nogueira de grandes dimensões também estavam disponíveis como uma opção de fábrica. Durante a década de 1980, alguns dos modelos "Speed" e "Service" também foram oferecidos com empunhaduras de borracha Pachmayr contendo o emblema Ruger prateado.
Outra característica do Security-Six era a desmontagem direta, que não exigia ferramentas, exceto uma chave de fenda, moeda ou até mesmo a borda do aro de um cartucho usada para remover o parafuso de aperto das talas.

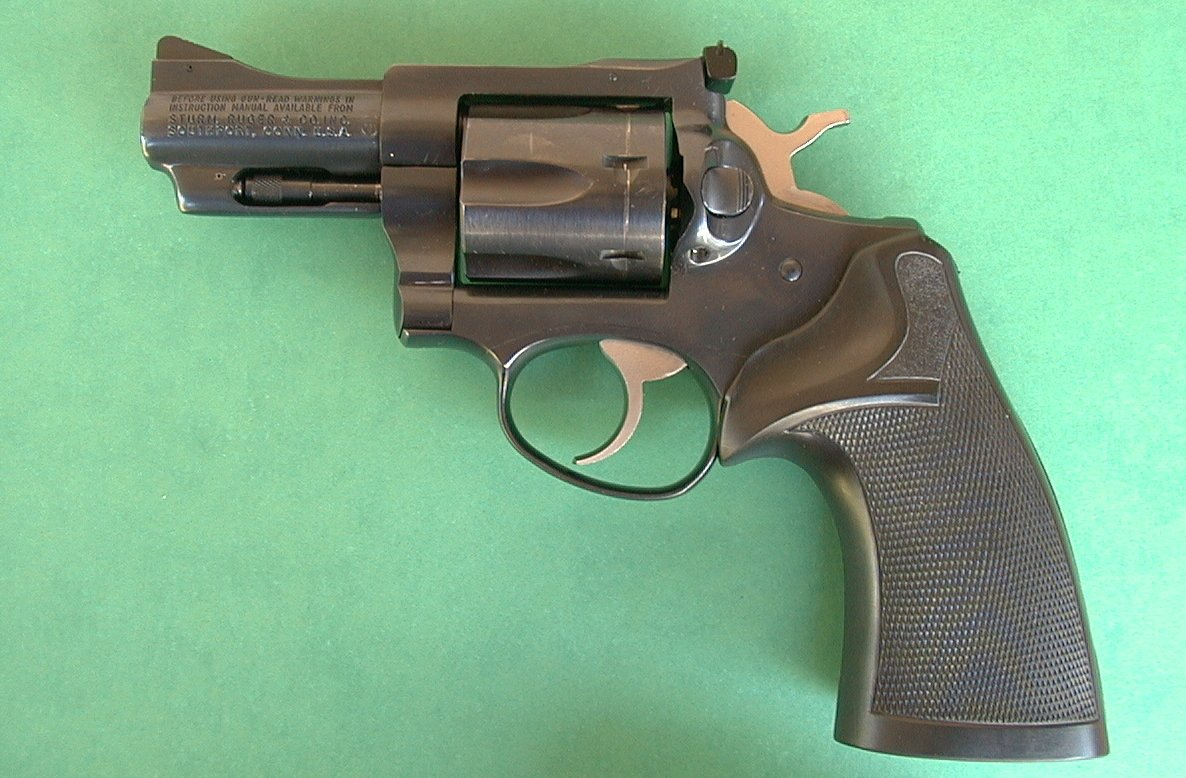
Um Ruger Security-Six de cano curto em .357 Magnum.

A rotina de desmontagem do Security-Six é a seguinte: 
1. Certifique-se de que a arma de fogo esteja descarregada.
2. Desenrosque o parafuso de aperto.
3. Remova as talas.
4. comprimir a mola principal.
5. Insira o pino e descomprima a mola principal.
6. Remova a mola principal.
7. Remova o pino do cão.
8. Remova o cão.
9. Solte e remova o conjunto do gatilho.
10. Solte e remova o cilindro.

## Security-Six

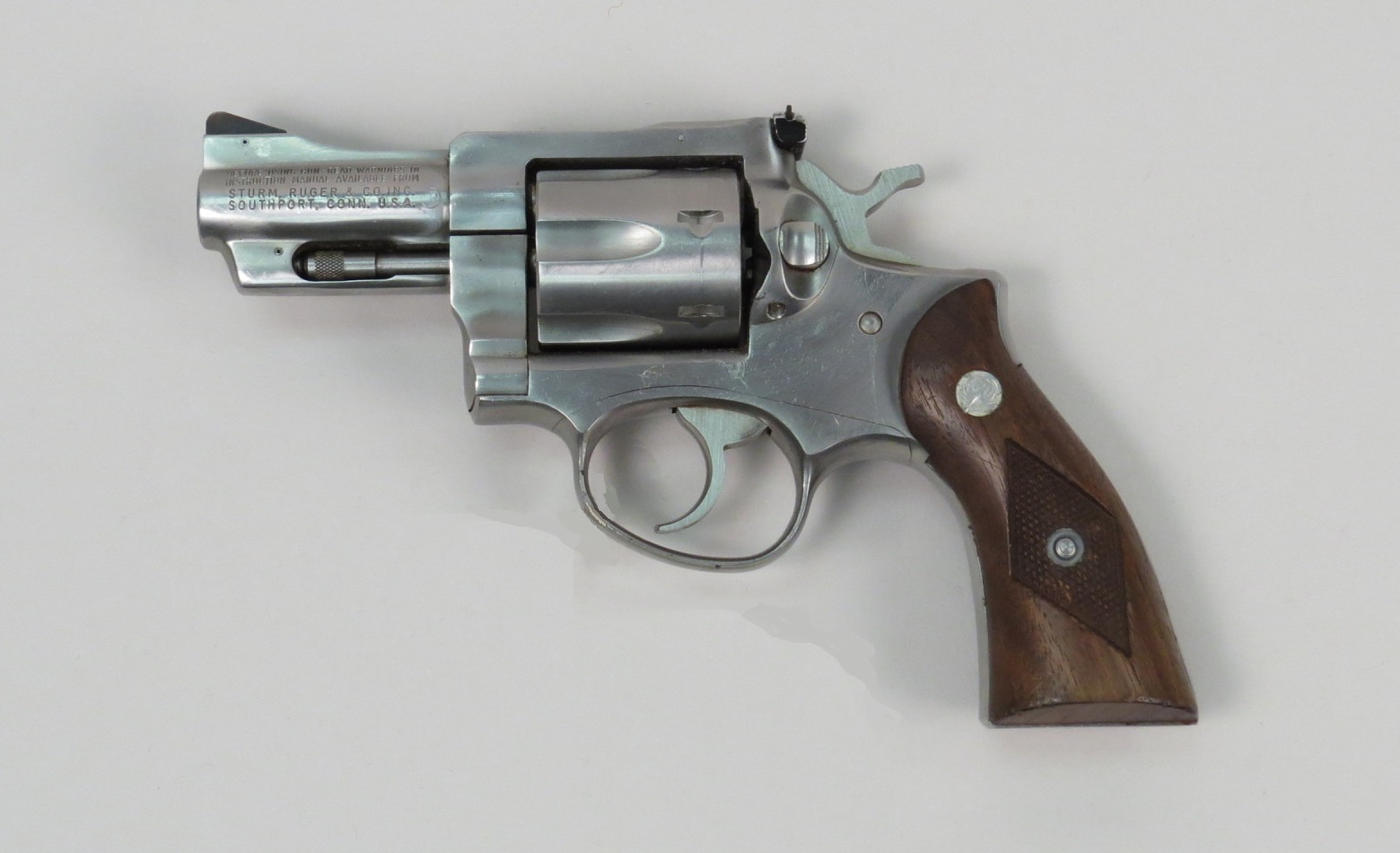
Um Ruger Security-Six de cano curto.

Introduzido em 1972, o Security-Six foi o modelo original da nova série. A maioria dessas armas foi fabricada com mira ajustável, embora alguns dos primeiros modelos fossem vendidos com mira fixa. Os Security-Sixes podem ser solicitados com empuhaduras quadradas no estilo "tiro ao alvo" (combate). Quase todos os Security-Seis eram compartimentados para o cartucho .357 Magnum, que também permitia o uso do cartucho .38 Special mais curto. A Ruger também produziu o Security-Six em .38 Special apenas para algumas unidades da polícia, encaixando cilindros que só podiam acomodar o cartucho .38 Special. Os comprimentos de cano disponíveis no Security-Six incluíam 2,75, 4 e 6 polegadas.
O .357 Magnum, modelo de cano de quatro polegadas, era o produto padrão para oficiais uniformizados do antigo Serviço de Imigração e Naturalização dos EUA, bem como para Agentes da Patrulha de Fronteira dos EUA até que ambas as agências adotassem pistolas semiautomáticas calibre .40.

## Service-Six
Após alguns meses de produção, a Ruger renomeou a versão de mira fixa do Security-Six para Service-Six ou, alternativamente, "Police Service-Six". Esta foi em grande parte uma decisão de marketing e uma tentativa de capitalizar no lucrativo mercado de revólveres de serviço de forças aplicação da lei. O Service-Six era normalmente compartimentado em .357 Magnum, embora a Ruger também construísse versões em .38 Special e 9mm Luger (Parabellum) para algumas unidades policiais. Os militares dos EUA contrataram a variante de mira fixa .38 Special, adicionando um zarelho para fiel à coronha e designando-o como M108. Era para substituir o envelhecimento Smith & Wesson Model 10 para tripulações aéreas e policiais militares. A variante de 9 mm apresentava câmaras com cilindros que estabeleciam o headspace na boca do estojo em vez de no aro, usando um "moon clip" patenteado para permitir a extração dos estojos deflagrados. Essas alterações permitiram que o cartucho de 9 mm sem aro fosse usado em um design de revólver. As opções de comprimento do cano para o Service-Six incluem 2,75 e 4 polegadas. A 9 mm também foi comercializada com a designação M109.

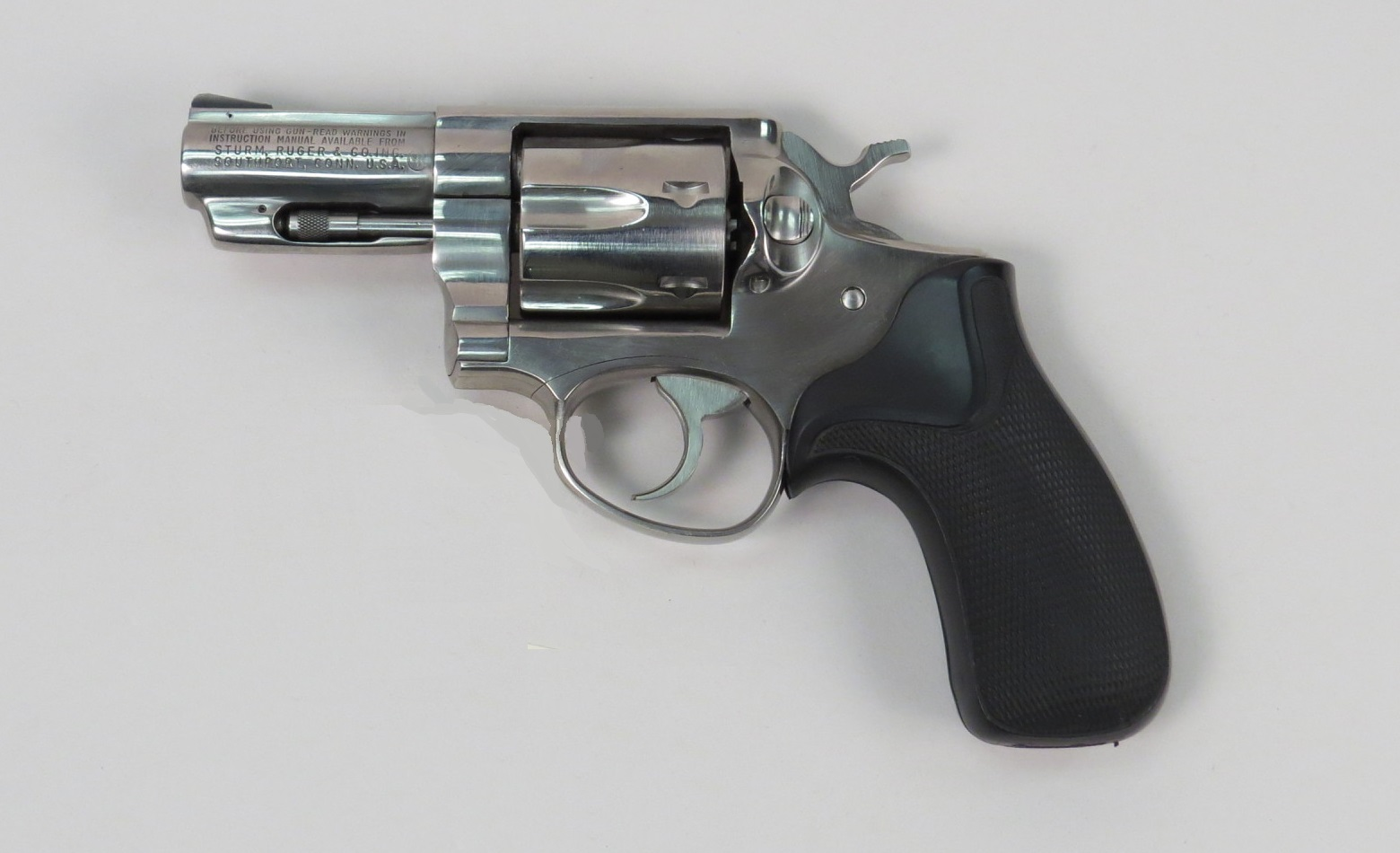
Um Ruger Speed-Six de cano curto.

## Speed-Six
Incorporando miras fixas estrutura empunhadura arredondada, e disponível em .357 Magnum, .38 Special, .38 S&W (.38-200) e 9mm Luger, o Speed-Six foi projetado para uso por detetives à paisana e outros que desejam um porte velado. Os comprimentos de cano padrão disponíveis para esses modelos eram iguais aos do Service-Six, mas também incluíam um comprimento de 3 polegadas para certas agencias de aplicação da lei, como para o Serviço Postal dos EUA (Modelo GS33-PS). O .357 Magnum, modelo de cano de três polegadas, era a arma padrão para Agentes Especiais do antigo Serviço de Imigração e Naturalização dos EUA, bem como Agentes de Patrulha da Patrulha de Fronteira dos EUA trabalhando em designações à paisana até que ambas as agências adotassem o calibre .40 semi- pistolas automáticas.
A variante .38 S&W (na Inglaterra conhecida como .380 britânica ou .38-200) foi equipada com zarelho e fiel de estilo militar e foi vendida para agências de aplicação da lei na Índia. A versão .357 Magnum era a arma padrão dos membros do Royal Ulster Constabulary, que, ao contrário da maioria dos policiais do Reino Unido, usava armas.

## Operadores
- Reino Unido: Oficiais do Royal Ulster Constabulary
- Estados Unidos: United States Postal Police, Immigration and Naturalization Service, United States Border Patrol